# 真木ちとせ
真木 ちとせ（まき ちとせ、10月20日 – ）は、日本のイラストレーター。千葉県在住、女性。

## 略歴
2003年、ゲーム雑誌『電撃G's magazine』（メディアワークス）の美少女イラストコンテストに入選。
その後、同誌連載の読者参加企画『Strawberry Panic!』のキャラクターデザイン・挿絵を担当。
『ストパニ』連載終了後はゲーム関連会社に就職。
会社勤めの傍ら、秋田県雄勝郡羽後町の学習塾のチラシイラストの仕事を手掛けたことをきっかけに、同町の町おこしの一環として制作された「スティックポスターin羽後町」に関わる。羽後町では真木が数多くのイラストを手掛けている。

## 作品リスト
- Strawberry Panic!（読者参加企画、2003年 - 2005年）キャラクターデザイン・挿絵
- 羽後町古民家ポスター（トレーディングポスター、時期不明）一部イラスト
- かがり美少女イラストコンテスト（チラシ、時期不明）見本用イラスト
- 学習塾ガロア（チラシ、時期不明）イラスト
- スティックポスターin羽後町（トレーディングポスター、2009年）一部イラスト[1]